# Dumaguetes
Dumaguetes is een geslacht van hooiwagens uit de familie Epedanidae.
De wetenschappelijke naam Dumaguetes is voor het eerst geldig gepubliceerd door Roewer in 1927. 

## Soorten
Dumaguetes is monotypisch en omvat slechts de volgende soort:
- Dumaguetes chapmani